# پرستون فاستر
پرستون فاستر (انگلیسی: Preston Foster؛ ۲۴ اوت ۱۹۰۰ – ۱۴ ژوئیهٔ ۱۹۷۰) یک هنرپیشه اهل ایالات متحده آمریکا بود. وی بین سال‌های ۱۹۲۹ تا ۱۹۶۷ میلادی فعالیت می‌کرد.

## فیلم‌شناسی
از فیلم‌ها یا برنامه‌های تلویزیونی که وی در آن نقش داشته است می‌توان به فراری از گروه مجرمان، دکتر ایکس اشاره کرد.